# 颈动脉窦
颈动脉窦（carotid sinus），是颈内动脉起始处的膨大部分，位於颈内动脉和颈外动脉分叉處的上方，高度在甲狀軟骨上緣。
颈总动脉末端和血管壁内有压力感受器，能感受血压的变化，进而通过神经传到方式控制血压升降。在一定范围内（动脉血压60～180毫米汞柱，1毫米汞柱=0.133千帕），压力感受器的传入冲动频率与动脉管壁的扩张程度成正比，即动脉血压愈高，动脉管壁被扩张的程度也愈高，压力感受器的传入冲动频率也愈高，所以从感受器的性质，它是血管壁牵张感受器。压力感受器对搏动性的压力变化比非搏动性的压力变化更敏感，此特点与正常机体内动脉血压的搏动性特点是相适应的。
在主动脉弓、胸部升主动脉及颈总动脉等的管壁中都有压力感受器，在颈动脉窦管壁内的称为颈动脉窦压力感受器。

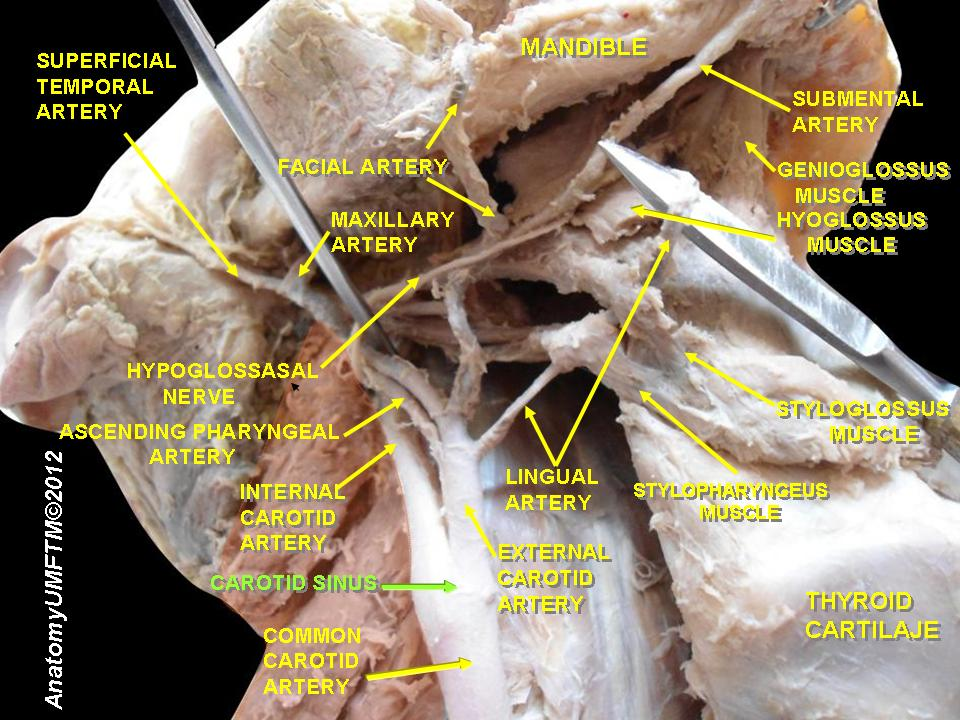
解剖学剥离显示颈动脉窦位置